# Erbe und Auftrag
Erbe und Auftrag. Benediktinische Zeitschrift – Monastische Welt ist die deutschsprachige Zeitschrift der Beuroner Benediktinerkongregation.
Herausgeber ist die Erzabtei St. Martin in Beuron. Die Auflage liegt bei 1.200 Exemplaren.
Die Zeitschrift setzt sich mit aktuellen Themen der Religion auseinander. Auch jüdische, muslimische und protestantische Autoren nehmen zu klassischen „katholischen“ Themen Stellung. Bekannt ist Erbe und Auftrag für seine ausführlichen Rezensionen neu erschienener Bücher.

## Geschichte
Die Zeitschrift wurde 1919 als Benediktinische Monatsschrift zur Pflege religiösen und geistigen Lebens (zeitweise auch Benediktinische Monatschrift…) gegründet. Sie knüpft an die seit 1877 erschienene Zeitschrift Sankt-Benedicts-Stimmen an, die bis 1918 vom Emmauskloster in Prag herausgegeben worden war. Die St.-Benediktus-Stimmen  konnten nicht mehr fortgesetzt werden, als nach der Gründung der Tschechoslowakei fast alle deutschsprachigen Mönche das Emmauskloster verlassen mussten.
Die Schriftleitung der Benediktinischen Monatsschrift versah von 1959 bis 1968 Paulus Gordan, der ihr 1959 den Namen Erbe und Auftrag gab. Von 1970 bis 2005 war Benedikt Schwank langjähriger Schriftleiter der Zeitschrift, seit 2006 ist es Albert Schmidt, der emeritierte Abtpräses der Beuroner Kongregation.
Bis zum Jahr 2005 erschien die Zeitschrift zweimonatlich, ab 2006 vierteljährlich in veränderter Einbandfarbe (von olivgrün auf rot-grau-weiß). Außerdem wird seit der Umstellung die deutschsprachige Ausgabe des Bulletin der Allianz für internationales Mönchtum (AIM) als besondere Rubrik abgedruckt.